# Erythromelana marginalis
Erythromelana marginalis är en tvåvingeart som först beskrevs av Townsend 1935.  Erythromelana marginalis ingår i släktet Erythromelana och familjen parasitflugor.
Artens utbredningsområde är Guyana. Inga underarter finns listade i Catalogue of Life.